# Kamyki
Kamyki – część wsi Rdzów w Polsce, położona w województwie mazowieckim, w powiecie przysuskim, w gminie Potworów.
Kamyki wchodzą w skład sołectwa Rdzów.
W latach 1975–1998 Kamyki administracyjnie należały do województwa radomskiego.